# Ujazd (województwo opolskie)
Ujazd (dodatkowa nazwa w j. niem. Ujest, śl. Ujŏzd) – miasto i siedziba gminy miejsko-wiejskiej Ujazd, na Górnym Śląsku, w powiecie strzeleckim (województwo opolskie), położone nad Kanałem Gliwickim i rzeką Kłodnicą. W latach 1975–1998 miasto administracyjnie należało do starego woj. opolskiego.
Jest drugim miastem w Polsce o nazwie Ujazd.
Według danych GUS z 1 stycznia 2024 r. miasto liczyło 1818 mieszkańców.
Ośrodek usługowy; drobny przemysł (okucia budowlane, meble, pasze). Przez miasto przebiega droga krajowa nr 40 Głuchołazy – Pyskowice.

## Nazwa
W XII wieku wydzielanie majątku czy kompleksu majątków z ogólnej jurysdykcji wymagało nie tylko udzielenia przywilejów (tutaj wystarczało właściwie ogłoszenie na wiecu książęcej decyzji), ale wyraźnego określenia obszaru objętego immunitetem. Było to tym bardziej konieczne, że wydzielony majątek, a zwłaszcza obszar przeznaczony dopiero do skolonizowania, należało wyodrębnić ze struktury opolnej; z „książęcych” terenów leśnych korzystała bowiem ludność określonych opoli, roszcząc sobie do nich uświęcone dawną tradycją prawa. Na miejsce skomplikowanych powiązań i roszczeń pojawiła się granica linearna, wyodrębniająca objęty immunitetem obszar.
Wytyczenie tej granicy dokonywał książę, często osobiście albo za pośrednictwem wysokich urzędników, obchodząc lub objeżdżając wydzielany teren i wyznaczając granice przez naciosy na drzewach lub wystawianie kamieni granicznych. Taki sposób wytyczania granic, jak również sam ograniczony obszar nazywano ochodzą lub (częściej) ujazdem (łac. circuitio i circumequitatio).
Zwyczaj wytyczania ujazdów pojawił się w pierwszej połowie XII wieku. Początkowo ujazdy były tak rzadkie, że ograniczony teren przyjmował nazwę Ujazd, która stawała się w ten sposób nazwą miejscową. Najstarsze ujazdy pochodzą w większości ze Śląska. W wykazie dziesięcin, nadanych kanonikom regularnych ze Ślęży (1149), wymieniono miejscowość tak nazwaną.
Ujazdami ograniczano wydzielone majątki książęce – jeden z nich w połowie drogi między Wrocławiem a Legnicą, musiał być jednym z pierwszych, bo nosi nazwę Ujazd (nazwa przetrwała do dziś – Ujazd Górny w okolicach Środy). Inny Ujazd należący do biskupów wrocławskich, leżał nad Kłodnicą w księstwie opolskim.
Około roku 1140 dokonano ujazdu znaczniejszego terytorium – granice włości kanoników regularnych na Ślęży wytyczył w zastępstwie ojca sam Bolesław Wysoki.
Także wydanie przez tego ostatniego przywileju dla Lubiążą poprzedziło wytyczenie ujazdu obejmującego sam Lubiąż z okolicznymi posiadłościami; również granice innych wymienionych w tym przywileju miejscowości zostały ściśle wytyczono, co znalazło wyraz w dodaniu przy nazwie każdej z nich cum circuitione.
Nazwa wywodzi się od polskiej nazwy ujazd będącej jednym z elementów średniowiecznego prawa polskiego iure polonico. Potwierdza to m.in. topograficzny opis Górnego Śląska z 1865, który notuje miejscowość we fragmencie "Der Name der Stadt kommt in alten Urkunden als Ugest geschrieben von polnisch Ujost" czyli "Nazwa miasta pochodzi ze starych dokumentów pisana jako Ugest z polskiego Ujost".
W 1222 miasto wymienione jest jako Wyasd. W 1295 w księdze łacińskiej Liber fundationis episcopatus Vratislaviensis miejscowość wymieniona jest jako Wyasd oraz Wiasd. Miejscowość zapisano również w formie łacińskiej Vyasd civitas w Registrum Vyasdense. W 1475 w łacińskich statutach Statuta synodalia episcoporum Wratislaviensium miejscowość wymieniona jest w zlatynizowanej formie Vyasd.
W roku 1613 śląski regionalista i historyk Mikołaj Henel z Prudnika wymienił miejscowość w swoim dziele o geografii Śląska pt. Silesiographia podając jej łacińską nazwę: Vyastum. W dziele Matthäusa Meriana pt. „Topographia Bohemiae, Moraviae et Silesiae” z 1650 miejscowościami wymieniona jest pod nazwami Oyest oraz Oyziest. Nazwę Uiest wymienia wśród innych nazw śląskich miejscowości urzędowy pruski dokument Fryderyka Wielkiego z 1750 wydanym w języku polskim w Berlinie. W alfabetycznym spisie miejscowości na terenie prowincji śląskiej wydanym w 1830 we Wrocławiu przez Johanna Knie miasto występuje pod polską nazwą Ujasd oraz niemiecką nazwą Ujest we fragmencie "Ujasd, polnische Benennung der Stadt Ujest, Kr. Gross-Strelitz".
Polską nazwę Ujazd w książce "Krótki rys jeografii Szląska dla nauki początkowej" wydanej w Głogówku w 1847 wymienił śląski pisarz Józef Lompa. Polską nazwę Ujazd oraz niemiecką Uiest wymienia Słownik geograficzny Królestwa Polskiego. W okresie rządów nazistów w Niemczech nazwę miasta zmieniono w latach 1936–1945 na Bischofstal. Obecną nazwę miasta zatwierdzono administracyjnie 12 listopada 1946.

## Historia
Osada wzmiankowana w 1155, prawa miejskie od 25 maja 1223. Do 1525 własność biskupów wrocławskich. Ujazd posiadał samorząd i rozwijał się pomyślnie do XVII w. jako lokalny ośrodek rzemieślniczy i ważny, handlowy punkt tranzytowy. Wojny XVII w. spowodowały upadek miasta.
W I poł. XIX w. nastąpiło znaczne ożywienie gospodarcze i szybsze tempo rozwoju miasta za sprawą uruchomienia Kanału Kłodnickiego. Jednak dalsze lata przyniosły stagnację, głównie z powodu ominięcia miasta przez wybudowaną w 1848 linię kolejową z Wrocławia do Mysłowic.
W 1861 tytuł książąt Ujazdu (niem. Herzogen von Ujest) otrzymał Hugo I Fürst zu Hohenlohe ze Sławięcic. Należał do najbogatszych ludzi w ówczesnych Niemczech. Topograficzny opis Górnego Śląska z 1865 notuje aktualną liczbę mieszkańców jako 2452 wymieniając również język niemiecki oraz polski jako używane przez mieszkańców "Die Sprache ist deutsch und polnisch".
Podczas plebiscytu górnośląskiego za Niemcami padły 1384 głosy, a za Polską 161.
W czasie III powstania śląskiego miasto zostało zajęte już w pierwszym dniu powstania przez siły powstańcze Seweryna Jędrysika z podgrupy taktycznej „Harden” przy wsparciu batalionu tarnogórskiego Romana Koźlika. W czasie powstania znajdował się tu punkt sanitarny dla rannych powstańców śląskich z grupy operacyjnej „Wschód”. Pod koniec maja 1921 miasto zajęły wojska francuskie, zastąpione w początku czerwca przez wojska brytyjskie.
21 stycznia 1945 r. Niemcy – członkowie SS i Wehrmachtu zamordowali pod miastem, przy drodze na Jaryszów, ok. 90 mężczyzn więźniów ewakuowanych z KL Auschwitz.
W toku działań wojennych w 1945 r. Ujazd został zniszczony w prawie 70%

## Władze komunalne Ujazdu

### od 1223 do 1524 – wolni dziedziczni wójtowie Ujazdu
- Walter z Nysy – od 1223
- Wolf von Kechel – przed i po 1307
- Lipold von Zedlitz – przed 1385
- Johann von Czornberg – po 1385
- Mikołaj Dluhomil z Bierawy – od ok. 1490 do 1524

### od 1524 do 1945 – burmistrz Ujazdu
- Jan Spera - 1679
- Valentinus Alexander - 1723

- Adam Nigrin – 1757
- Caspar Maxoy – 1764
- Johann Grzanke – 1766 i 1786, do 1799
- August Chyträus od 1799 do 1805
- August Schwidlinski – od 1805 do 1809
- Gottlieb Wehner – od 1809 do 1815
- August Schwidlinski – od 1815 do 1836
- ?   Schwiebe - od 1836 do III 1840
- August Schwidlinski od III 1840 do 1845
- Johann Mandrella – od ok. 1845 do ok. 1849
- Franz Wollny  – od ok. 1849 do 1863
- ???? Dalibor - od 1863 do 1872
- Heinrich Tschauder – od 1872 do 1905
- Artur Wieczorek – od 1906 do VII 1928
- Georg Friedrich – od IV 1929 do 1935
- Erich Gluchnik – od 1935 do I 1945

### od 1945 do czasów współczesnych
- Piotr Ful   od 1945 do 1946 – Burmistrz
- Witold Ogorzały  od 1947 do 1948 – Burmistrz
- Jan Rangosz   od 1949  do 1950 – Burmistrz
- Juliusz Potęp   od 1950  do  1951 – Przewodniczący Prezydium Miejskiej Rady Narodowej
- Wincenty John  od 1951 do  1956 – Przewodniczący Prezydium Miejskiej Rady Narodowej
- Adam Skawiński  od 1956 do 1969 – Przewodniczący Prezydium Miejskiej Rady Narodowej
- Izabela Bębenek   od 1969 do 1971 – Przewodniczący Prezydium Miejskiej Rady Narodowej
- Marian Ziębiński  od1971 do 1972 – Przewodniczący Prezydium Miejskiej Rady Narodowej
- Jan Marek   od 1973 do 1975 – Naczelnik Miasta i Gminy Ujazd
- Eugeniusz Horoszczak   od 1975 do 1983 – Naczelnik Miasta i Gminy Ujazd
- Marcin Polaczek   od  1983 do 1988 – Naczelnik Miasta i Gminy Ujazd
- Zbigniew Pawlak   od  1988 do 1990 – Naczelnik Miasta i Gminy Ujazd
- Zbigniew Pawlak  od 1990 do 1998 – Burmistrz Miasta i Gminy Ujazd
- Tadeusz Kauch   od 1998  do 2018 – Burmistrz Miasta i Gminy Ujazd
- Hubert Ibrom  od XI 2018 – Burmistrz Miasta i Gminy Ujazd

## Demografia

### Statystyki ludności
| Rok             | 1724   | 1783 | 1787 | 1791 | 1794 | 1795 | 1796 | 1800 | 1803 | 1810 | 1816 | 1819 | 1821 | 1825 | 1827 | 1831 | 1843 | 1845 | 1855 | 1861 | 1864 | 1865 |
| --------------- | ------ | ---- | ---- | ---- | ---- | ---- | ---- | ---- | ---- | ---- | ---- | ---- | ---- | ---- | ---- | ---- | ---- | ---- | ---- | ---- | ---- | ---- |
| Liczba ludności | ok.600 | 840  | 960  | 826  | 828  | 840  | 1103 | 1052 | 1076 | 1368 | 1240 | 1375 | 1667 | 1718 | 1768 | 1866 | 2312 | 2359 | 2524 | 2587 | 2681 | 2677 |
| Rok             | 1867   | 1871 | 1880 | 1885 | 1890 | 1895 | 1900 | 1905 | 1910 | 1919 | 1925 | 1933 | 1939 | 1946 | 1950 | 1956 | 1960 | 1968 | 1975 | 1977 | 1978 | 1980 |
| Liczba ludności | 2740   | 2651 | 2546 | 2665 | 2523 | 2617 | 2351 | 2214 | 2207 | 2050 | 2111 | 2097 | 2201 | 2986 | 3152 | 3162 | 3192 | 2725 | 1731 | 1688 | 1698 | 1723 |
| Rok             | 1985   | 1990 | 1995 | 2000 | 2002 | 2003 | 2004 | 2005 | 2006 | 2007 | 2008 | 2009 | 2010 | 2011 | 2012 | 2013 | 2014 | 2015 | 2016 | 2017 | 2018 |      |
| Liczba ludności | 1861   | 1855 | 1758 | 1716 | 1651 | 1631 | 1647 | 1652 | 1643 | 1640 | 1655 | 1662 | 1670 | 1721 | 1719 | 1740 | 1723 | 1747 | 1775 | 1770 | 1770 |      |

Miejsca zamieszkane uwzględnione w podanej ogólnej liczbie ludności, w latach:
od 1724 do 1809: Ujazd Miasto, Ujazd Zamek
od 1810 do 1820: Ujazd Miasto, Ujazd Zamek, Dziekanka (przyłączona w 1810 roku)
od 1810 do 1928: Ujazd Miasto, Ujazd Zamek
od 1928 do 1945: Ujazd (30.09.1928 do Ujazd Miasto włączono Ujazd Zamek i wieś Goj i Lalok)
po 1945: 
01.12.1945 przyłączono Stary Ujazd (960 mk) z Ferdynandem i Niezdrowice (950 mk)
04.10.1954 przyłączono Dziedzinkę 38mk
01.01.1969 odłączono Stary Ujazd 944mk. i Ferdynand
01.01.1973 odłączono Niezdrowice – 576 mk.

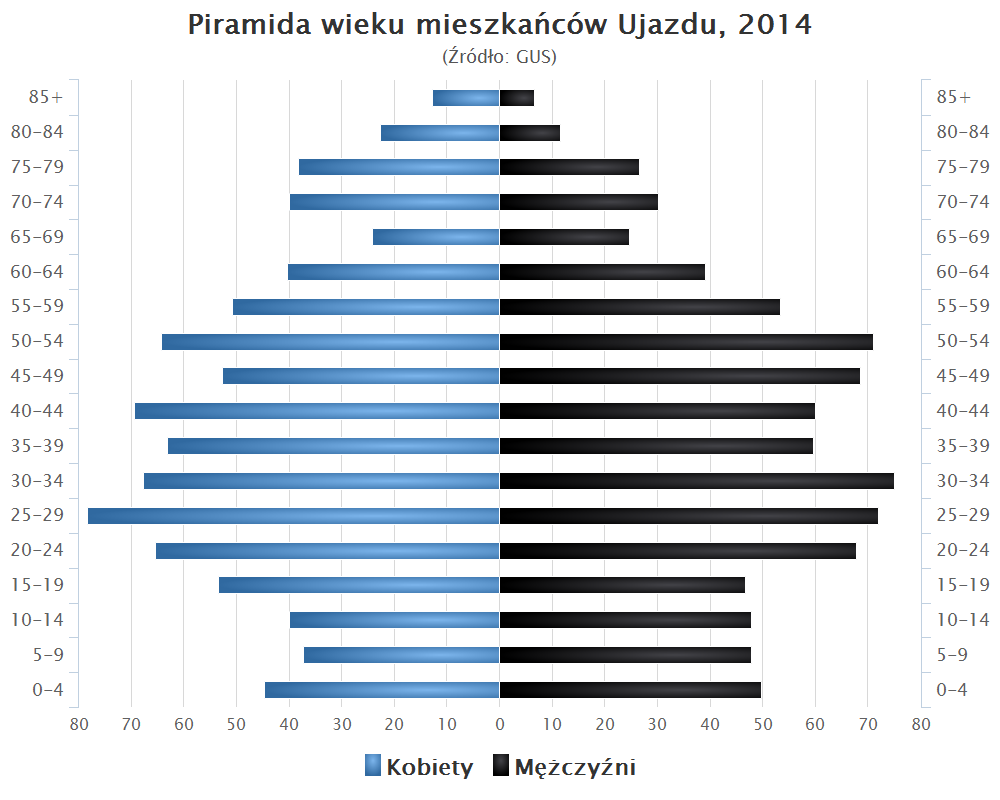
Piramida wieku mieszkańców Ujazdu w 2014

## Zabytki

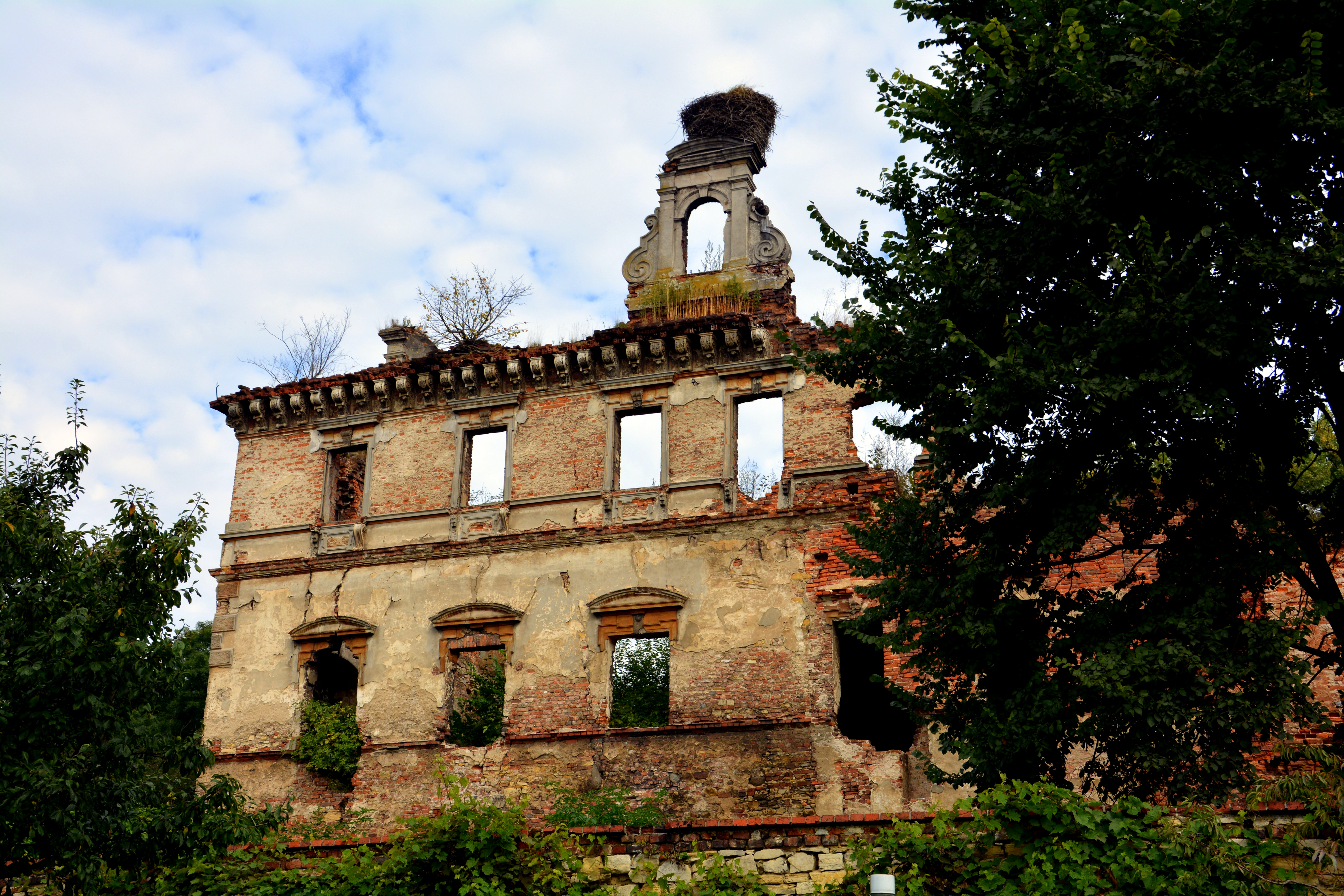
Ruiny zamku biskupiego

Do rejestru zabytków wpisane są następujące obiekty znajdujące się na terenie Ujazdu:
- osiedle zabytkowe (wypis z księgi rejestru)
- kościół par. pw. św. Andrzeja Apostoła, barokowy z 1613 r. – XVII-XVIII w.
- zespół kościoła pątniczego
  - kościół pw. Nawiedzenia NMP, neogotycki z 1858 r. – XIX w.
  - cmentarz kościelny,
  - kapliczka ze źródłem,
  - ogrodzenie z bramą,
  - krzyż kamienny,
- ruina zamku biskupiego, renesansowy z 1580 r. – XVI-XVII w. do XIX w.
- dom, ul. 3 Maja 16, z poł. XIX w. – (wyburzony w 2016 r.)
- dom, ul. Powstańców Śląskich 2, z pierwszej poł. XIX w.
- dom, ul. Sienkiewicza 3, z pierwszej poł. XIX w.
- dom, ul. Traugutta 34, z pierwszej  poł. XIX w.

inne zabytki:
- kapliczki z XVIII i XIX w.

## Transport
Przez Ujazd przebiega droga krajowa:
- 40 Głuchołazy – Prudnik – Kędzierzyn-Koźle – Ujazd – Pyskowice